# Hirasea chichijimana
Hirasea chichijimana é uma espécie de gastrópode da família Endodontidae.
É endémica do Japão.